# Chalkis (kolonia Koryntu)
Chalkis – kolonia Koryntu na wybrzeżu Etolii. Miasto założone było prawdopodobnie po wypędzeniu wcześniejszych kolonistów z Chalkis.